# Johan Norberg (Autor)

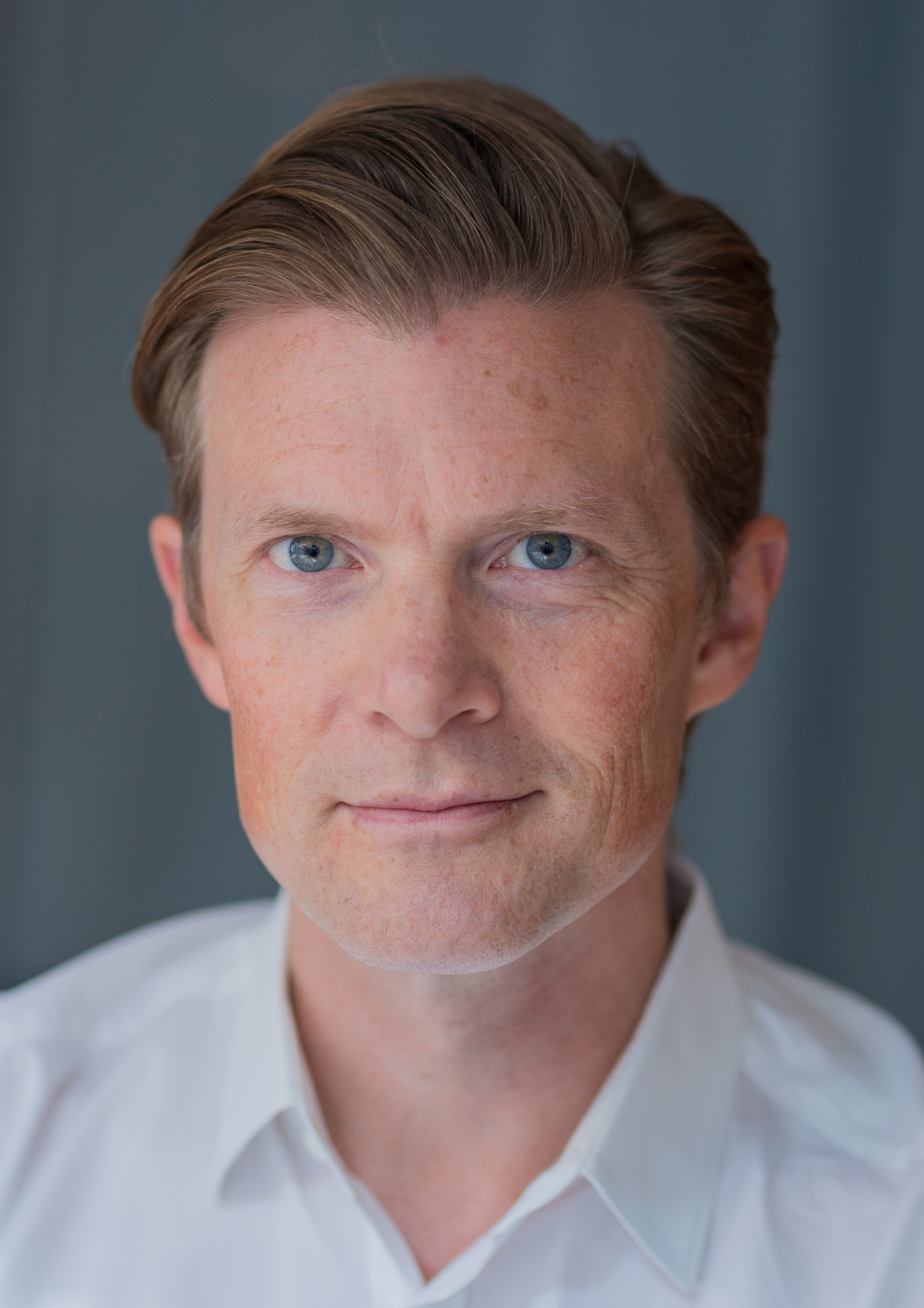
Johan Norberg (2019)

Johan Norberg (geboren 27. August 1973 in Stockholm) ist ein schwedischer Schriftsteller.

## Leben und Werk
Norberg ist der Sohn des schwedischen Historikers und Reichsarchivars Erik Norberg (* 1942). Nach einer Zeit als Anarchist studierte er von 1992 bis 1999 Philosophie, Literatur- und Politikwissenschaften an der Universität Stockholm und arbeitete als Redakteur für neoliberale Zeitschriften. Er ist Professor am Europäischen Zentrum für Internationale Wirtschaftspolitik (ECIPE), einem Think Tank in Brüssel, Mitglied der Mont Pelerin Society und seit 2007 Senior Fellow des Cato Institute.
Im Herbst 2020 gehörte er zu den Erstunterzeichnern des Appell für freie Debattenräume.
Sein bekanntestes Werk ist Das kapitalistische Manifest (schwedisch 2001, Übersetzung in 28 Sprachen). Er hält die Globalisierung für einen großen Fortschritt: Bangladesch, Indien oder China konnten die Armut viel schneller reduzieren als alle anderen im Verlauf der Geschichte der Menschheit. Daher ist er gegen die nationale Abschottung von Märkten, die von der populistischen und nationalistischen Rechten gefordert wird.

## Schriften (Auswahl)
- Das Kapitalistische Manifest: Warum allein die globalisierte Marktwirtschaft den Wohlstand der Menschheit sichert. Übersetzung aus dem Schwedischen Heike Schubert. Frankfurt am Main: Eichborn, 2003 ISBN 978-3-8218-3994-3
- Fortschritt: Ein Motivationsbuch für Weltverbesserer. Übersetzung aus dem Englischen von Clemens Schneider. München: Finanzbuchverlag, 2020 ISBN 978-3-95972-287-2.
- Open: Die Geschichte des menschlichen Fortschritts, Übersetzung aus dem Englischen von Philipp Seedorf, Kulmbach, Plassen Verlag, 2021, ISBN 978-3-86470-777-3

## Zitat
No democracy has ever been inflicted by a famine,
and no two democracies have ever made war on each other.
(Keine Demokratie wurde je von einer Hungersnot heimgesucht,
keine zwei Demokratien haben je Krieg gegeneinander geführt.)
(aus seinem Film Globalisation Is Good)